# El Laurel, Oaxaca
El Laurel är en ort i Mexiko.   Den ligger i kommunen Santiago Amoltepec och delstaten Oaxaca, i den sydöstra delen av landet, 400 km sydost om huvudstaden Mexico City. El Laurel ligger 1 061 meter över havet och antalet invånare är 274.
Terrängen runt El Laurel är bergig åt nordost, men åt sydväst är den kuperad. Runt El Laurel är det ganska glesbefolkat, med 45 invånare per kvadratkilometer. Närmaste större samhälle är Llano Nuevo, 8,2 km sydost om El Laurel. I omgivningarna runt El Laurel växer huvudsakligen savannskog.